# Kattenkabinet

Kattenkabinet är ett privatägt konstmuseum i centrala Amsterdam i Nederländerna tillägnat katten i konsten. Det grundades 1990 av nederländaren William Meijer för att hedra minnet av hans katt John Pierpont Morgan. I samlingarna finns målningar, teckningar, skulpturer, fotografier och affischer av bland andra Sal Meijer, Henriëtte Ronner-Knip, Tsuguharu Foujita, Théophile Steinlen och Ed van der Elsken.
Museet ligger i ett hus byggt 1667 på Herengracht 497.